# Kalle Ankas lyckodag
Kalle Ankas lyckodag (engelska: Donald's Lucky Day) är en amerikansk animerad kortfilm med Kalle Anka från 1939.

## Handling
Filmen utspelar sig under fredagen den trettonde och Kalle Anka som jobbar som cykelbud blir beordrad att leverera ett mystiskt paket, som han inte vet innehåller en tickande bomb. På vägen blir han störd av en svart katt.

## Om filmen
Filmen hade svensk premiär den 6 februari 1939 och visades både som separat kortfilm på biografen Spegeln i Stockholm och som förfilm till långfilmen 7 flickor jaga en mördare (engelska: The Mad Miss Manton) på biografen Skandia, även den ligger i Stockholm.
Den svenska titeln till filmen vid biopremiären 1939 var Kalle Ankas lyckodag, men har även gått under titeln Kalle Ankas lyckliga dag.

## Rollista (i urval)
- Clarence Nash – Kalle Anka[5]